# Luisa Iovane
Luisa Iovane est une grimpeuse italienne, née en 1960, huit fois championne d’Italie de 1985 à 1996, et la première femme à avoir gravi une voie dans le huitième degré, avec Come back (8a).

## Biographie
À l'âge de 14 ans, Luisa Iovane commencé à grimper avec son père à San Felicita. 
À 16 ans, ne trouvant pas toujours de partenaire d'escalade, elle commença à grimper en solo, dans les Dolomites
À 19 ans, de retour de la vallée de Yosemite, elle s'oriente alors vers l'escalade sportive.
À Arco, elle contribue à l'ouverture de nouvelles voies d'escalade.

À 25 ans, elle a terminé seconde au Roccia Sport.

À 26 ans, elle devient la première femme à avoir réalisé une ascension d'une voie de difficulté 8a en réalisant Come back à Valle San Nicolo en Italie.
 
À 29 ans, elle endosse une médaille d'argent à la première coupe du monde de difficulté en 1989.

Luisa Iovane a révolutionné le monde vertical à la Carezza avec des superstars de choix tels Manolo, Roberto Bassi, Bruno Pederiva, et Heinz Mariacher qui est son compagnon de vie. C'était la star absolue de l'escalade, ses victoires ne sont pas comptés.
Luisa Iovane est géologue de métier.

## Ses bellescroixen falaise
| Date | Voie         | Site                           | Roche                | Pays       | France | États-Unis | UIAA |                                       |
| ---- | ------------ | ------------------------------ | -------------------- | ---------- | ------ | ---------- | ---- | ------------------------------------- |
| 1986 | Come Back    | Pozza di Fassa, Val San Nicolò | Roches sédimentaires | Italie     | 8a     | 5.13b      | IX+  | Première cordée féminine dans le 8e ! |
| 1994 | Vision Thin  | Rifle                          | Calcaire             | États-Unis | 8a     | 5.13b      | IX+  |                                       |
| 1994 | Cesar's Line | Pozza di Fassa, Val San Nicolò | Roches sédimentaires | Italie     | 8a     | 5.13b      | IX+  |                                       |
| 1990 | El Donkey    | Lumignano                      | Roches fossiles      | Italie     | 8a     | 5.13b      | IX+  |                                       |

## Compétitions

### Championnat du monde
| Date       | Final | Année | Organisateur | Lieu       | Pays        | Note |
| ---------- | ----- | ----- | ------------ | ---------- | ----------- | ---- |
| 30/04/1993 | 7     | 1993  | UIAA         | Innsbruck  | Autriche    |      |
| 01/02/1997 | 8     | 1997  | UIAA         | Paris      | France      |      |
| 02/10/1991 | 9     | 1991  | UIAA         | Francfort  | Allemagne   |      |
| 06/05/1995 | 11    | 1995  | UIAA         | Genève     | Suisse      |      |
| 03/12/1999 | 32    | 1999  | UIAA         | Birmingham | Royaume-Uni |      |
| 01/07/2005 | 53    | 2005  | UIAA         | Munich     | Allemagne   |      |

### Championnat d'Europe
| Date       | Final | Année | Organisateur | Lieu      | Pays      |
| ---------- | ----- | ----- | ------------ | --------- | --------- |
| 03/04/1998 | 9     | 1998  | UIAA         | Nuremberg | Allemagne |
| 07/10/2000 | 10    | 2000  | UIAA         | Munich    | Allemagne |
| 21/06/2004 | 18    | 2004  | UIAA         | Lecco     | Italie    |
| 28/01/1996 | 20    | 1996  |              | Paris     | France    |
| 18/09/1992 | 34    | 1992  | UIAA         | Francfort | Allemagne |

### Coupe du monde de difficulté
| Date       | Étape | Final | Année | Organisateur | Lieu            | Pays        |
| ---------- | ----- | ----- | ----- | ------------ | --------------- | ----------- |
|            | 1     | 2     | 1989  | CEC          | Yalta           | Russie      |
|            | 2     | 2     | 1989  | CEC          | Lyon            | France      |
|            | 3     | 2     | 1989  | CEC          | La Riba         | Espagne     |
|            | 3     | 2     | 1989  | CEC          | Bardonecchia    | Italie      |
| 30/08/1991 | 3     | 08    | 1991  | UIAA         | Clusone         | Italie      |
| 01/05/1992 | 5     | 05    | 1992  | UIAA         | Zurich          | Suisse      |
| 04/09/1998 | 5     | 09    | 1998  | UIAA         | Courmayeur      | Italie      |
| 26/04/1991 | 6     | 04    | 1991  | UIAA         | Vienne          | Autriche    |
| 31/10/1991 | 6     | 10    | 1991  | UIAA         | Nuremberg       | Allemagne   |
| 30/10/1992 | 6     | 10    | 1992  | UIAA         | Nuremberg       | Allemagne   |
| 15/05/1993 | 7     | 05    | 1993  | UIAA         | Zurich          | Suisse      |
| 20/11/1992 | 7     | 11    | 1992  | UIAA         | Laval           | France      |
| 05/12/1991 | 7     | 12    | 1991  | UIAA         | Birmingham      | Royaume-Uni |
| 07/04/1995 | 8     | 04    | 1995  | UIAA         | Francfort       | Allemagne   |
| 02/04/1993 | 8     | 04    | 1993  | UIAA         | Francfort       | Allemagne   |
| 16/04/1994 | 8     | 04    | 1994  | UIAA         | Villach         | Autriche    |
| 20/09/1991 | 8     | 09    | 1991  | UIAA         | Innsbruck       | Autriche    |
| 16/10/1991 | 8     | 10    | 1991  | UIAA         | Tokyo           | Japon       |
| 14/11/1992 | 8     | 11    | 1992  | UIAA         | Sankt Pölten    | Autriche    |
| 10/12/1993 | 8     | 12    | 1993  | UIAA         | Laval           | France      |
| 26/04/2002 | 9     | 04    | 2002  | UIAA         | Bolzano         | Italie      |
| 09/11/1997 | 9     | 11    | 1997  | UIAA         | Kranj           | Slovénie    |
| 15/12/1996 | 9     | 12    | 1996  | UIAA         | Graz            | Autriche    |
|            | 10    | 2     | 1989  | CEC          | Leeds           | Royaume-Uni |
| 10/06/1999 | 10    | 06    | 1999  | UIAA         | Besançon        | France      |
| 09/10/1998 | 10    | 10    | 1998  | UIAA         | Milan           | Italie      |
| 11/12/1992 | 10    | 12    | 1992  | UIAA         | Birmingham      | Royaume-Uni |
| 08/10/1992 | 11    | 10    | 1992  | UIAA         | Kōbe            | Japon       |
| 24/11/1996 | 11    | 11    | 1996  | UIAA         | Kranj           | Slovénie    |
| 22/11/1997 | 13    | 11    | 1997  | UIAA         | Imst            | Autriche    |
| 14/11/1998 | 13    | 11    | 1998  | UIAA         | Kranj           | Slovénie    |
| 29/05/2004 | 14    | 05    | 2004  | UIAA         | Imst            | Autriche    |
| 28/05/1999 | 14    | 05    | 1999  | UIAA         | Leipzig         | Allemagne   |
| 05/09/1997 | 14    | 09    | 1997  | UIAA         | Courmayeur      | Italie      |
| 24/10/1997 | 14    | 10    | 1997  | UIAA         | Prague          | Tchéquie    |
| 26/11/1994 | 14    | 11    | 1994  | UIAA         | Birmingham      | Royaume-Uni |
| 12/11/1999 | 15    | 11    | 1999  | UIAA         | Kranj           | Slovénie    |
| 12/09/2003 | 17    | 09    | 2003  | UIAA         | Rovereto        | Italie      |
| 05/11/1993 | 17    | 11    | 1993  | UIAA         | Nuremberg       | Allemagne   |
| 28/05/1993 | 18    | 05    | 1993  | UIAA         | Toulon          | France      |
| 28/06/2003 | 18    | 06    | 2003  | UIAA         | Lecco           | Italie      |
| 22/09/2001 | 19    | 09    | 2001  | UIAA         | Lecco           | Italie      |
| 23/05/2003 | 20    | 05    | 2003  | UIAA         | Imst            | Autriche    |
| 07/06/2002 | 20    | 06    | 2002  | UIAA         | Imst            | Autriche    |
| 23/09/2000 | 20    | 09    | 2000  | UIAA         | Lecco           | Italie      |
| 18/11/1994 | 20    | 11    | 1994  | UIAA         | Aix-les-Bains   | France      |
| 22/10/2004 | 21    | 10    | 2004  | UIAA         | Aprica          | Italie      |
| 19/10/2001 | 21    | 10    | 2001  | UIAA         | Aprica          | Italie      |
| 16/04/1999 | 22    | 04    | 1999  | UIAA         | Wiener Neustadt | Autriche    |
| 03/10/2003 | 23    | 10    | 2003  | UIAA         | Aprica          | Italie      |
| 29/06/2002 | 24    | 06    | 2002  | UIAA         | Lecco           | Italie      |
| 18/10/2002 | 24    | 10    | 2002  | UIAA         | Aprica          | Italie      |
| 15/11/2002 | 24    | 11    | 2002  | UIAA         | Kranj           | Slovénie    |
| 20/11/2004 | 24    | 11    | 2004  | UIAA         | Kranj           | Slovénie    |
| 29/11/1997 | 26    | 11    | 1997  | UIAA         | Birmingham      | Royaume-Uni |
| 27/05/2005 | 28    | 05    | 2005  | UIAA         | Imst            | Autriche    |
| 16/11/2001 | 31    | 11    | 2001  | UIAA         | Kranj           | Slovénie    |
| 12/07/2000 | 37    | 07    | 2000  | UIAA         | Chamonix        | France      |
| 29/04/1994 | 41    | 04    | 1994  | UIAA         | Moscou          | Russie      |

### Autres événements internationaux
| Date       | Étape | Final | Année | Catégorie | Lieu            | Pays   |
| ---------- | ----- | ----- | ----- | --------- | --------------- | ------ |
| 21/07/1994 | 2     | 07    | 1994  | UIAA      | Serre Chevalier | France |
| 21/07/1992 | 3     | 07    | 1992  |           | Serre Chevalier | France |
| 30/01/1992 | 6     | 01    | 1992  |           | Chambéry        | France |
| 28/07/1994 | 6     | 07    | 1994  | UIAA      | L'Argentière    | France |
| 10/09/1999 | 6     | 09    | 1999  |           | Arco            | Italie |
| 22/07/1993 | 7     | 07    | 1993  |           | Serre Chevalier | France |
| 23/07/1998 | 7     | 07    | 1998  | UIAA      | Serre Chevalier | France |
| 01/09/1992 | 7     | 09    | 1992  | UIAA      | Arco            | Italie |
| 10/09/1994 | 7     | 09    | 1994  | UIAA      | Arco            | Italie |
| 25/07/1996 | 8     | 07    | 1996  | UIAA      | Serre Chevalier | France |
| 11/09/1993 | 8     | 09    | 1993  | UIAA      | Arco            | Italie |
| 10/09/1995 | 8     | 09    | 1995  | UIAA      | Arco            | Italie |
| 07/09/1996 | 8     | 09    | 1996  | UIAA      | Arco            | Italie |
| 12/09/1998 | 8     | 09    | 1998  | UIAA      | Arco            | Italie |
| 27/07/1997 | 9     | 07    | 1997  | UIAA      | Serre Chevalier | France |
| 09/09/2000 | 9     | 09    | 2000  |           | Arco            | Italie |
| 13/09/1997 | 9     | 09    | 1997  | UIAA      | Arco            | Italie |
| 14/09/2001 | 10    | 09    | 2001  |           | Arco            | Italie |
| 07/09/2002 | 12    | 09    | 2002  |           | Arco            | Italie |
| 20/07/2001 | 14    | 07    | 2001  |           | Serre Chevalier | France |
| 22/07/1999 | 15    | 07    | 1999  | UIAA      | Serre Chevalier | France |
| 20/07/2000 | 16    | 07    | 2000  |           | Serre Chevalier | France |